# Monopterosz

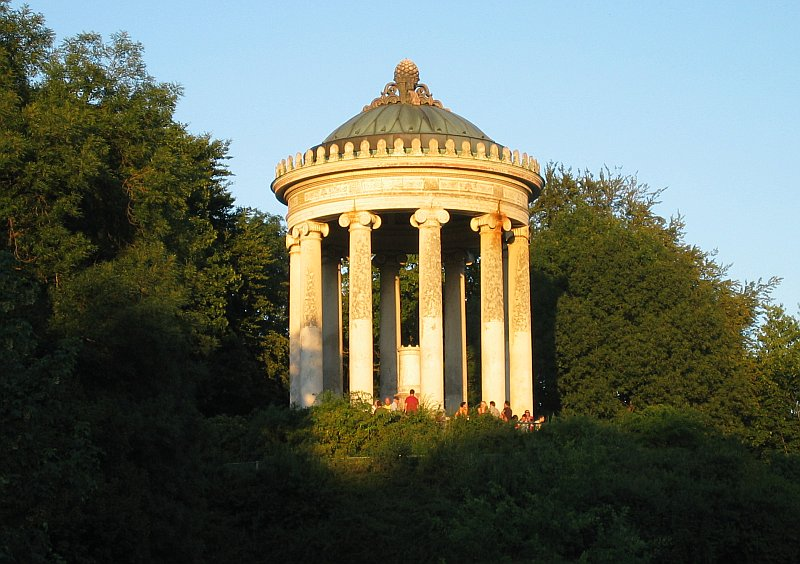
Monopterosz a müncheni angolkertben

A monopterosz ókori körtemplomokra emlékeztető, belső tér nélküli kerek épület. Falai nincsenek, a tetőt faragott főjű oszlopok tartják. A barokk és klasszicista angol és német kertépítészet egyik leggyakoribb eleme. Az egyik legismertebb monopterosz a müncheni angolkertben áll.

## Lásd még
- peripterosz